# Mark Rypien
Mark Robert Rypien (* 2. Oktober 1962 in Calgary, Alberta) ist ein ehemaliger US-amerikanischer American-Football-Spieler auf der Position des Quarterbacks. Er spielte 17 Jahre (mit Unterbrechungen) in der National Football League (NFL) und gewann mit den Washington Redskins den Super Bowl.

## College
Rypien wurde in Kanada geboren, ist jedoch US-Amerikaner polnischer Abstammung. Er spielte College Football an der Washington State University für die Washington State Cougars.

## NFL
1986 wurde Rypien in der sechsten Runde an 146. Stelle des NFL Drafts von den Washington Redskins ausgewählt. Aufgrund einer Verletzung musste er zwei Jahre auf seinen ersten Einsatz in der NFL warten. Erst 1988 konnte er sich bei den Redskins einen Stammplatz erobern und gegen Doug Williams durchsetzen. Er erzielte in dieser Spielrunde 18 Touchdowns bei 13 Interceptions. Bis 1991 steigerte er kontinuierlich seine Leistung. Die Redskins gewannen 14 von 16 Spielen in der Regular Season mit ihm als Quarterback und setzten sich auch in den Play-offs durch. Im  Super Bowl XXVI in Minneapolis setzten sich die Redskins mit 37:24 gegen die Buffalo Bills durch. Rypien erzielte zwei Touchdowns und wurde zum Super Bowl MVP gewählt.
Der Super-Bowl-Sieg machte sich für Rypien auch finanziell bemerkbar. Er unterschrieb bei den Redskins einen Vertrag über drei Jahre und erhielt dafür ein Gehalt von neun Millionen US-Dollar. Aufgrund zahlreicher verletzter Spieler konnte das Team aus Washington, D.C. 1992 nicht an den Vorjahreserfolg anknüpfen und scheiterte in den Play-offs an den San Francisco 49ers.
1993 zog er sich im zweiten Saisonspiel eine schwere Knieverletzung zu und kam in der Saison nicht mehr richtig in Tritt. Im Laufe seiner Karriere erholte er sich von dieser Verletzung nicht mehr voll. 1994 wurde er in Washington entlassen und durch Heath Shuler ersetzt. Nacheinander spielte er im Jahresabstand für die Cleveland Browns, St. Louis Rams, Philadelphia Eagles und erneut für die Rams. Über die Rolle eines Ersatzspielers kam er nicht mehr hinaus. 1996 beendete er zunächst seine Laufbahn, um 2001 überraschend bei den Indianapolis Colts anzuheuern. Er kam in vier Spielen erfolglos zum Einsatz. 2002 unterschrieb er bei den Seattle Seahawks wurde aber vor der Saison wieder entlassen.
Während seiner 105 Spiele in der Regular Season erzielte er durch Pässe 115 Touchdowns bei 88 Interceptions. Acht Touchdowns erlief er selbst.
In der Great Lakes Indoor Football League spielte er 2006 noch ein Spiel für die Rochester Raiders.

## Ehrungen
Rypien spielte 1989 und 1991 im Pro Bowl. Nach seinem Super-Bowl-Sieg wurde er zum Super Bowl MVP ernannt. Von den Commanders wurde er zu den 90 besten Spielern aller Zeiten seines Vereins gewählt. Im Jahr 2008 wurde er in die State of Washington Sports Hall of Fame aufgenommen.

## Nach der Karriere
Rypien ist verheiratet und hat zwei Töchter. Er nimmt heute an karitativen Golfturnieren teil und hat eine Stiftung für den Kampf gegen den Krebs bei Kindern gegründet, da sein Sohn im Alter von drei Jahren an dieser Krankheit gestorben ist. Bis 2007 war er Mitbesitzer eines NASCAR-Teams. Sein Neffe Brett Rypien kam 2020 in der NFL für die Denver Broncos zum Einsatz.

## Quelle
- Jens Plassmann: NFL – American Football. Das Spiel, die Stars, die Stories (= Rororo 9445 rororo Sport). Rowohlt, Reinbek bei Hamburg 1995, ISBN 3-499-19445-7.